# 国家独立历史公园
国家独立历史公园（Independence National Historical Park）是一处美国国家历史公园，位于费城老城和社会山（Society Hill）历史街区，包含一些与美国革命和建国的历史有关的历史建筑，由美国国家公园管理局管理，面积55-英畝（22-公頃），被称为“美国最具有历史意义的一平方英里”。

## 历史
该公园的核心 是独立厅，这是一处世界遗产，18世纪后期，美国独立宣言和美国宪法都是在此辩论并通过。独立厅是从1775年到1783年的第二次大陆会议以及1787年夏天制宪会议主要的会场。自由钟位于独立厅街对面的自由钟中心内，是美国独立的象征。公园内还有其他一些历史建筑，例如美国第一银行和美国第二银行。公园的大部分历史建筑位于栗树街、核桃街、第二街和第六街之间的4个园林街块内。公园内还包含纪念本杰明·富兰克林和美国邮政的博物馆。独立厅以北的三个街块，统称为独立广场（Independence Mall），包含自由钟中心、国家宪法中心、独立访客中心，以及费城总统府。